# 穆德远
穆德远（1955年—），回族，中国电影摄影师、电影、编剧，北京电影学院教授。毕业于北京电影学院摄影系。曾获1998年第18届中国电影金鸡奖、2003年第23届中国电影金鸡奖最佳摄影奖。